# Sukkertop
 "Sukkertoppen" omdirigeres hertil. For andre betydninger af Sukkertoppen, se Sukkertoppen (flertydig).
En sukkertop er fast krystalliseret sukker i kegleform, der blev solgt indtil slutningen af 1800-tallet, hvor man i stedet overgik til granuleret sukker og sukkerknalder. De udgik af produktion i Danmark og Sverige i 1940'erne,[kilde mangler] men kan stadig fås i specialbutikker.
Sukkertoppen er den oprindelige form af raffineret sukker, da man i sin tid begyndte at masseproducere det. Formen kommer af, at sukkeret hældes i en kegleformet tragt med et lille hul i bunden, som overskydende væske kan løbe ud af. I løbet af et par ugers tørring sætter sukkerkrystallerne sig.
Den tidligste omtale stammer fra Jordan i 1100-tallet.Jordan, Man har brugt forskellige materialer til formen rundt omkring i verden: I Persien brugte man udhulede bambusrør, mens ægypterne brugte glasforme og man i Kina var de første til at bruge lerforme. Lerforme blev også indført i Europa, efter man tidligere havde brugt træforme. Industrialiseringen medførte, at man begyndte at bruge stål eller zink, da både ler og træ er ganske skrøbelige materialer, og derfor ikke egner sig til at blive brugt igen og igen.
De sukkertoppe man fremstillede på den måde var mellem 5 kg og 15 kg, dvs. alt for tungt og dyrt for den enkelte forbruger. Derfor huggede man i detailhandlen stykker af sukkertoppen til salg ved brug af en sukkerhammer eller en sukkersaks. Senere fandt man ud af at skære sukkertoppene i skiver, så de var lettere at håndtere og sælge.
Med centrifugens indtog i industrien omkring 1900-tallet kunne man fjerne væske meget hurtigere. Man begyndte at lave meget mindre sukkertoppe, som kunne sælges enkeltvis til kunderne. Omkring 1940 begyndte man i Danmark og Sverige at findele sukkeret (melis), og sukkertoppene forsvandt ud af dagligvarehandlen. Sukkertoppe er stadig almindelige i Tyskland.